# Fernando de Noroña (conde)

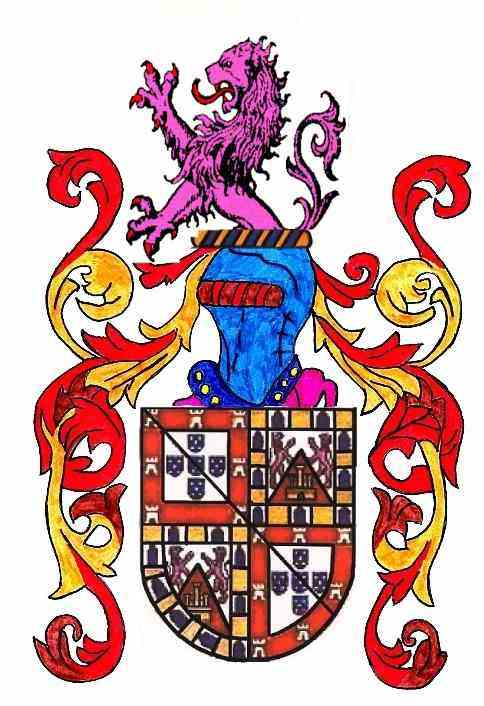
Escudo de Armas de la familia Noroña

Fernando de Noroña (Burgos, 1392-Ceuta, 1445), II conde de Vila Real, fue un noble hispano-português.

## Biografía
Ejerció del cargo de consejero del rey, camarero mayor del infante Eduardo I de Portugal, II conde de Vila Real, antes del 12 de enero de 1434, gobernador y capitán-general de Ceuta desde 1438 y durante ocho años, ciudad en la que falleció el 2 o 3 de junio de 1445.
Era hijo de Alfonso Enríquez, hijo natural de Enrique II de Castilla, y de Isabel de Portugal, hija natural, a su vez, de Fernando I de Portugal. La boda de los dos bastardos reales ibéricos dio lugar al linaje de los Noronha.
Tras la muerte de Alfonso, la infanta Isabel regresó a Portugal con sus hijos y fue acogida en la corte de su tío, el rey Juan I de Portugal. Fernando se convirtió en caballero en la corte del rey Eduardo I de Portugal.

## Descendencia
Fernando de Noroña se casó después del 18 de octubre de 1430 con Brites de Meneses, II condesa de Vila Real, heredera de Pedro de Meneses, I conde de Vila Real, conde de Viana, alférez mayor de Duarte y capitán-general y gobernador de Ceuta y de su primera mujer, la condesa Margarida de Miranda, hija de Martim de Miranda, obispo de Braga y Oporto.
Del matrimonio nacieron: 
- Pedro de Meneses[7] (n. 1425), III conde de Vila Real, casado el 6 de agosto de 1462 con Beatriz de Braganza, hija de Fernando I de Braganza,[8] de la que desciende la casa de Vila Real.
- Juan de Noroña, señor de Sortelha (n. 1420) contrajo matrimonio con Juana de Castro, señora de Cascaes y Monsanto, de quien descienden los condes de Monsanto y marqueses de Cascais.

## Títulos y señoríos
Fueron progenitores de los duques de Vila Real, cuya línea finalizó con Miguel de Meneses, II duque de Camiña, el 29 de agosto de 1641, de los condes de Linares, de Valadares, de Paraty, de los señores y marqueses de Cascais, entre otros.